# Stanisław Podzoba
Stanisław Podzoba (ur. 2 stycznia 1940 w Wężerowie) – polski lekkoatleta długodystansowiec.
Rozpoczął uprawianie lekkoatletyki podczas służby wojskowej w Elblągu. W 2. połowie lat 60. i na początku lat 70. był czołowym długodystansowcem w Polsce. Na europejskich igrzyskach halowych w 1969 w Belgradzie zajął 8. miejsce w biegu na 3000 metrów. Na halowych mistrzostwach Europy w 1971 w Sofii odpadł w eliminacjach na tym samym dystansie.
Był mistrzem Polski w biegu przełajowym na 3 km w 1968 i na 7,5 km w 1970, wicemistrzem w biegu przełajowym na 3 km w 1967, na 8 km w 1969 i na 6 km w 1971, a także w biegu na 5000 metrów w 1970. Zdobył również brązowe medale mistrzostw Polski w biegu przełajowym na 3 km w 1966, w biegu na 5000 metrów w 1969 i w biegu na 10 000 metrów w 1970.
W latach 1969–1971 startował w pięciu meczach reprezentacji Polski w biegu na 10 000 m, odnosząc 2 zwycięstwa indywidualne.
Rekordy życiowe:
- bieg na 800 metrów – 1:53,0 (2 lipca 1969, Katowice)
- bieg na 1000 metrów – 2:24,5 (1 maja 1967, Wałcz)
- bieg na 1500 metrów – 3:47,8 (15 maja 1966, Warszawa)
- bieg na 3000 metrów – 8:05,0 (22 czerwca 1972, Warszawa)
- bieg na 5000 metrów – 14:03,2 (1 czerwca 1968, Warszawa)
- bieg na 10 000 metrów – 29:13,6 (1 maja 1970, Warszawa)[4]
- bieg na 3000 metrów z przeszkodami – 8:55,8 (11 października 1969, Łódź)

Był zawodnikiem Cracovii. Po zakończeniu kariery pracował jako pracownik ochrony mienia Akademii Pedagogicznej w Krakowie. Startuje w zawodach biegowych dla weteranów.